# Майк Леклерк
Майк Леклерк (англ. Mike Leclerc, нар. 10 листопада 1976, Вінніпег) — канадський хокеїст, що грав на позиції крайнього нападника.

## Ігрова кар'єра
Хокейну кар'єру розпочав 1991 року в ЗХЛ виступами за клуб «Вікторія Кугарс».
У сезоні 1995/96, він виграв Кубок Президента виступаючи за «Брендон Вет Кінгс». Разом з Пітером Шефером, Джастіном Курцом, Корі Киренном, Вейдом Редденом і Свеном Бутеншоном був одним із лідерів команди.
1995 року був обраний на драфті НХЛ під 55-м загальним номером командою «Майті Дакс оф Анагайм». 
Протягом професійної клубної ігрової кар'єри, що тривала 11 років, захищав кольори команд «Майті Дакс оф Анагайм», «Фінікс Койотс» та «Калгарі Флеймс».
Загалом провів 367 матчів у НХЛ, включаючи 26 ігор плей-оф Кубка Стенлі.

## Статистика
| Сезон        | Клуб                    | Ліга         | Регулярний сезон | Регулярний сезон | Регулярний сезон | Регулярний сезон | Регулярний сезон | Плей-оф | Плей-оф | Плей-оф | Плей-оф | Плей-оф |
| Сезон        | Клуб                    | Ліга         | І                | Г                | П                | О                | ШХ               | І       | Г       | П       | О       | ШХ      |
| ------------ | ----------------------- | ------------ | ---------------- | ---------------- | ---------------- | ---------------- | ---------------- | ------- | ------- | ------- | ------- | ------- |
| 1991–92      | «Вікторія Кугарс»       | ЗХЛ          | 2                | 0                | 0                | 0                | 0                | —       | —       | —       | —       | —       |
| 1992–93      | «Вікторія Кугарс»       | ЗХЛ          | 70               | 4                | 11               | 15               | 118              | —       | —       | —       | —       | —       |
| 1993–94      | «Вікторія Кугарс»       | ЗХЛ          | 68               | 29               | 11               | 40               | 112              | —       | —       | —       | —       | —       |
| 1994–95      | «Принс-Джордж Кугарс»   | ЗХЛ          | 43               | 20               | 36               | 56               | 78               | —       | —       | —       | —       | —       |
| 1994–95      | «Брендон Вет Кінгс»     | ЗХЛ          | 23               | 5                | 8                | 13               | 50               | 18      | 10      | 6       | 16      | 33      |
| 1995–96      | «Брендон Вет Кінгс»     | ЗХЛ          | 71               | 58               | 53               | 111              | 161              | 19      | 6       | 19      | 25      | 25      |
| 1996–97      | «Балтимор Бандітс»      | АХЛ          | 71               | 29               | 27               | 56               | 134              | —       | —       | —       | —       | —       |
| 1996–97      | «Майті Дакс оф Анагайм» | НХЛ          | 5                | 1                | 1                | 2                | 0                | 1       | 0       | 0       | 0       | 0       |
| 1997–98      | «Цинциннаті Майті-Дакс» | АХЛ          | 48               | 18               | 22               | 40               | 83               | —       | —       | —       | —       | —       |
| 1997–98      | «Майті Дакс оф Анагайм» | НХЛ          | 7                | 0                | 0                | 0                | 6                | —       | —       | —       | —       | —       |
| 1998–99      | «Майті Дакс оф Анагайм» | НХЛ          | 7                | 0                | 0                | 0                | 4                | 1       | 0       | 0       | 0       | 0       |
| 1998–99      | «Цинциннаті Майті-Дакс» | АХЛ          | 65               | 25               | 28               | 53               | 153              | 3       | 0       | 1       | 1       | 19      |
| 1999–00      | «Майті Дакс оф Анагайм» | НХЛ          | 69               | 8                | 11               | 19               | 70               | —       | —       | —       | —       | —       |
| 2000–01      | «Майті Дакс оф Анагайм» | НХЛ          | 54               | 15               | 20               | 35               | 26               | —       | —       | —       | —       | —       |
| 2001–02      | «Майті Дакс оф Анагайм» | НХЛ          | 82               | 20               | 24               | 44               | 107              | —       | —       | —       | —       | —       |
| 2002–03      | «Майті Дакс оф Анагайм» | НХЛ          | 57               | 9                | 19               | 28               | 34               | 21      | 2       | 9       | 11      | 12      |
| 2003–04      | «Майті Дакс оф Анагайм» | НХЛ          | 10               | 1                | 3                | 4                | 4                | —       | —       | —       | —       | —       |
| 2005–06      | «Фінікс Койотс»         | НХЛ          | 35               | 9                | 12               | 21               | 29               | —       | —       | —       | —       | —       |
| 2005–06      | «Калгарі Флеймс»        | НХЛ          | 15               | 1                | 4                | 5                | 8                | 3       | 0       | 0       | 0       | 2       |
| Усього в НХЛ | Усього в НХЛ            | Усього в НХЛ | 341              | 64               | 94               | 158              | 288              | 26      | 2       | 9       | 11      | 14      |